# Rio Mas
Vista aérea do Rio Mas cortando Surabaia. A Ponte Vermelha encontra-se no meio.
Rio Mas (Kali Mas em javanês; Rio de Ouro) é um distributário do Rio Brantas na província de Java Oriental, ilha de Java, Indonésia. O Rio Mas corre para nordeste em direção ao estreito de Madura. Este rio forma parte da divisa entre as regências de Sidoarjo e Gresik. A cidade de Surabaia está localizada em sua foz.